# Namibia, Land of the Brave
Namibia, Land of the Brave (en español: Namibia, tierra de los valientes) es el himno nacional de Namibia. Antes de la independencia del país, en 1990, se realizó un concurso para un nuevo himno nacional, resultando ganadora la proposición de Axali Doëseb, el director de un grupo de música tradicional del desierto del Kalahari.

## Letra

### En inglés
Namibia, land of the brave

Freedom fight we have won

Glory to their bravery

Whose blood waters our freedom

We give our love and loyalty

Together in unity

Contrasting beautiful Namibia

Namibia our country

Beloved land of savannahs,

Hold high the banner of liberty

Coro:

Namibia our Country,

Namibia Motherland,

We love thee.

### Traducción
Namibia, tierra de los valientes,

ganamos la lucha por la libertad,

gloria a su valor

cuya sangre riega nuestra libertad

Te damos nuestro amor y lealtad

juntos en unidad,

contrastando la belleza de Namibia

Namibia nuestro país, 

amada tierra de la sabana, 

mantén en alto el estandarte de la libertad. 

Coro:

Namibia nuestro país,

Namibia madre patria,

te amamos.
- Datos: Q233961